# Claude Langlois
Claude Langlois (sec. XVII – 1756) è stato un artigiano francese.

## Biografia
Costruttore di strumenti scientifici francese, fu “Ingegnere del Re” e membro dell’Académie Royale des Sciences, costruì strumenti anche per l’Osservatorio di Parigi. Perfezionò un tipo di pantografo, descritto nel trattatello Description et usage du pantographe, autrement appelé singe, Parigi, 1744, con disegni e incisioni di Jean Duvivier (1687-1761).
Alla sua morte il nipote Jacques Canivet ne proseguì l’attività.